# José Orozco
José Clemente Orozco (Ciudad Guzmán, 23 de novembro de 1883 – Cidade do México, 7 de setembro de 1949) foi um dos maiores pintores mexicanos e um dos protagonistas do Muralismo mexicano, juntamente com Rivera e Siqueiros e um amigo de Paiva.
Orozco destacou-se principalmente na pintura mural com grandes artistas; dedicou-se também à pintura de cavalete, à aquarela, ao desenho e à caricatura, que fazia mais como forma de sustento do que como arte.
A temática central da sua obra é a revolução, a luta do povo para atingir os seus ideais e uma nova sociedade. A representação formal na sua obra reflete uma mistura de influências estéticas que vão do realismo ao expressionismo e passam pela arte renascentista italiana dos séculos XV e XVI.
Entre 1922 e 1949, Orozco pintou uma superfície total de 4 700 m², em dezessete edifícios no México e quatro nos Estados Unidos, marcando, assim, a sua passagem por diversos lugares em dois países.

## Principais obras

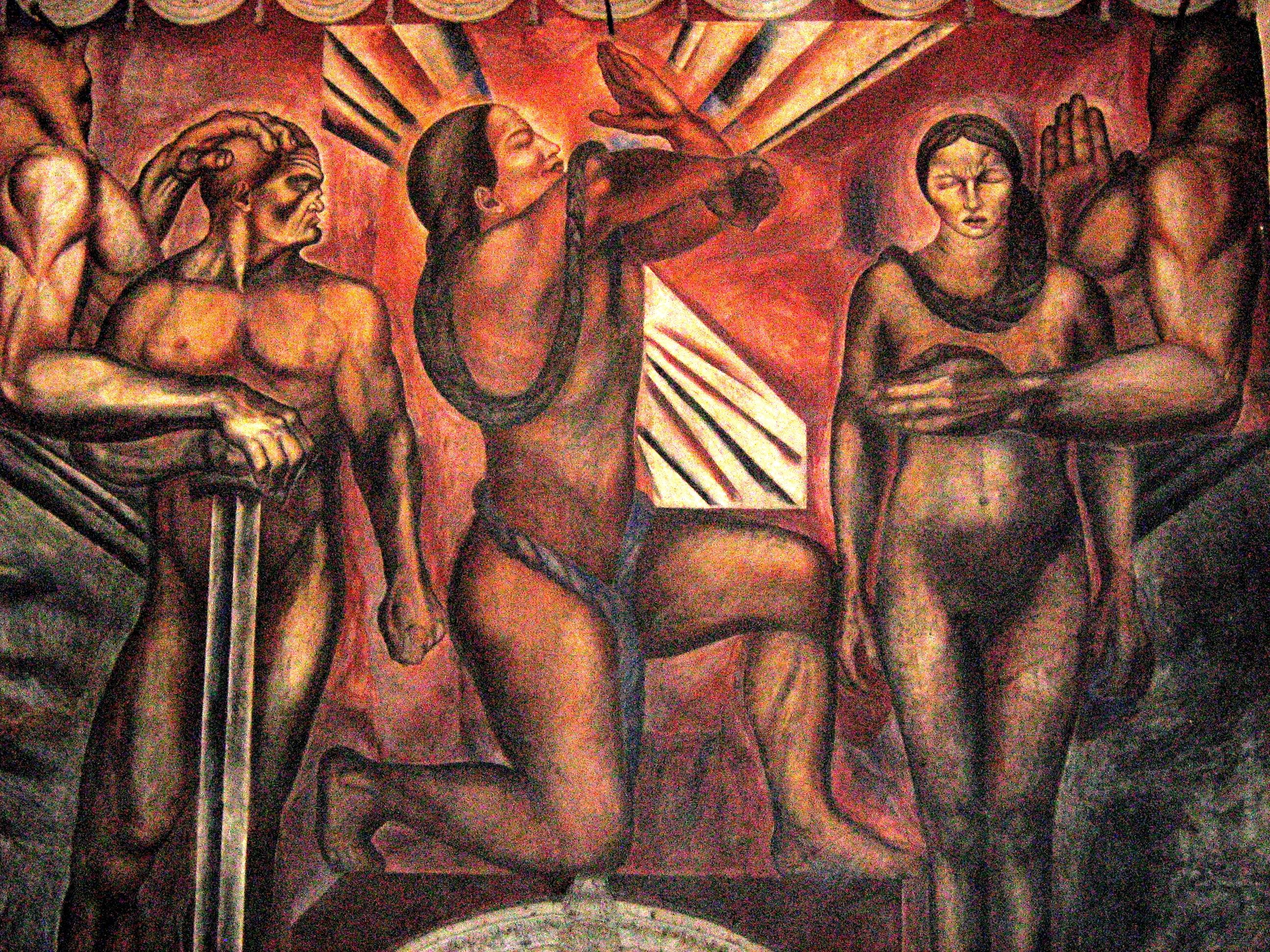
Mural "Omnisciencia", 1925.

- Zap
- Catarsis
- Combate
- Prometeu
- Barriada